# Nesle-le-Repons
Nesle-le-Repons is een gemeente in het Franse departement Marne (regio Grand Est) en telt 114 inwoners (1999). De plaats maakt deel uit van het arrondissement Épernay.

## Geografie
De oppervlakte van Nesle-le-Repons bedraagt 5,0 km², de bevolkingsdichtheid is 22,8 inwoners per km².
De onderstaande kaart toont de ligging van Nesle-le-Repons met de belangrijkste infrastructuur en aangrenzende gemeenten.

## Demografie
Onderstaande figuur toont het verloop van het inwonertal (bron: INSEE-tellingen).